# Selenops ef
Espèce
Selenops ef est une espèce d'araignées aranéomorphes de la famille des Selenopidae.

## Distribution
Cette espèce est endémique du Cambodge. Elle se rencontre vers Chakrey.

## Description
Le mâle holotype mesure 5,2 mm.

## Publication originale
- Jäger, 2019 : Selenops ef sp. nov. (Araneae: Selenopidae) from Cambodia: first record from an Asian cave. Arachnology, vol. 18, no 3, p. 245-247.